# ロドトルラペプシン
ロドトルラペプシン(Rhodotorulapepsin, EC 3.4.23.26)は、以下の化学反応を触媒する酵素である。
ペプシンAと類似した基質特異性を持ち、Z-Lys-Ala-Ala-Alaを切断し、トリプシノーゲンを活性化させる。
この酵素は、酵母Rhodotorula glutinisが持つ。